# Христова, Йорданка
Йорданка Хри́стова (Йорданка Иванова Христова) (род. 10 сентября 1943, София) — болгарская эстрадная певица.

## Биография
Йорданка Иванова Христова родилась в Софии в семье Ивана Христова. Первое участие в фестивале "Золотой Орфей" ознаменовало начало восхождения певицы на музыкальный Олимп.

## Награды и звания
- В 1966 году — 1-я премия болгарского национального музыкального конкурса, который с 1967 года стал международным и получил название «Золотой Орфей»[2].
- В 2010 году — Орден «Стара-планина» I степени[3].

## Дискография
- 1969 г. – „Всяка обич“
- 1971 г. – „Цигани“
- 1972 г. – „С теб“
- 1973 г. – „Времето“
- 1973 г. – „Песен за всички“
- 1974 г. – „Земята ще бъде на всички“
- 1975 г. – „Влюбени“
- 1975 г. – „Изповед (Ще продължавам да пея)“
- 1975 г. – „Молитва“
- 1975 г. – „Пръстен на ръката“
- 1976 г. – „Песен до поискване“
- 1976 г. – „Спортни песни“
- 1977 г. – „Bésame Mucho“
- 1979 г. – „Пей, сърце“
- 1983 г. – „Патешка история“
- 1985 г. – „Йорданка & Звънчетата“
- 1999 г. – „Като испанка“
- 1999 г. – „Tutti Frutti“
- 1999 г. – „Te Quiero 1“
- 1999 г. – „Te Quiero 2“
- 2002 г. – „Тъмно червена роза“